# Història de la premsa esportiva a Catalunya
El naixement i desenvolupament de la premsa esportiva a Catalunya fou paral·lel al creixement dels diferents esports, ja fos com a butlletins interns, com a seccions a la premsa general, o com a premsa esportiva pròpiament dita. La premsa d'informació general (Diario de Barcelona, Diario de Comercio, La Publicidad, Las Noticias, La Veu de Catalunya, La Vanguardia, La Tribuna, El Noticiero Universal, El Diluvio) ja s'ocupava sovint dels esports a les seves beceroles, però a mesura que aquests es popularitzaven apareixien, a més, les primeres publicacions esportives, específicament. En destacaren dues etapes: en la primera es crearen principalment butlletins, i en la segona, tot i la vinculació sovint de la premsa amb les entitats, el caràcter d'aquesta ja no és intern.

## Inicis
Així, a finals del segle xix i principis del segle xx destacaren les publicacions dedicades a l'excursionisme i al ciclisme, dos dels esports més populars de l'època, però també trobem dues publicacions cabdals dedicades a l'esport en general: Los Deportes (1897), famós perquè fou aquí on es publicà l'anunci de Joan Gamper anunciant la fundació del Futbol Club Barcelona; i El Mundo Deportivo (1906), aparegut primer com a setmanari i el 1929 com a diari, i que és la publicació esportiva més antiga que encara existeix a Espanya. Fou una època prolífica, tot i que moltes publicacions foren de curta vida.

## Expansió
Amb l'augment del temps de lleure i, per tant, de la pràctica de l'esport i la seva diversificació, i el desenvolupament del periodisme de masses durant aquest període es posaren les bases per un gran impuls del periodisme esportiu català, el que col·laborà a l'adhesió de les classes populars a l'esport. En vigílies de l'establiment del campionat de Lliga de futbol havien estat, també, moltes les publicacions esportives, la majoria de vida efímera, a Catalunya. Així, entre 1914 i 1923 aparegueren a Catalunya 87 capçaleres esportives, de les quals 58 ho feren a Barcelona i 29 a la resta de Catalunya. I entre el 1924 i el 1931, trobem 80 publicacions esportives aparegudes a Catalunya (56 a la ciutat de Barcelona i 24 a la resta). Per damunt de totes cal destacar Xut!, nascuda el 1922 i desapareguda el 1936, de gran èxit amb Valentí Castanys al capdavant. D'entre les característiques remarcables de la premsa catalana durant aquest període en destacarem dues. D'una banda la consolidació del català com a llenguatge de la premsa esportiva catalana amb l'aparició de gran nombre de publicacions en la nostra llengua. D'altra banda, deixebles de la gran tasca feta pel Xut!, l'aparició de gran quantitat de publicacions satíric-esportives entre les quals destaquem Pa…nal! (1923), Faut (1924), Orsai (1924), La Barrila Deportiva (1924), Sidral Deportiu (1925), Safareig Deportiu (1925) i La Bimba (1926).

## Postguerra
Ja en la postguerra la història de la premsa especialitzada a Catalunya recull innombrables noms ja desapareguts, com Vida Deportiva (1943), creada per Albert Maluquer i desapareguda quan augmentaren a dos el nombre de diaris esportius a Barcelona. El 24 de gener de 1945, apareix El Once, continuador de Xut!, però, que no resistí la mort del seu creador Valentí Castanys. La publicació més reeixida fou Dicen…, apareguda el 13 de setembre de 1952 capitanejat per Julià Mir, i que després d'uns inicis en els que semblava que no reeixiria va triomfar. Al principi fou un setmanari, fins que el 4 de febrer de 1965 esdevingué diari. Barcelona havia estat, gràcies a Dicen… la primera ciutat europea a tenir dos diaris esportius. El 1954, promoguda pel president del Barcelona, Francesc Miró-Sans, neix la revista Barça. Però, dissensions internes dins la revista, donaren lloc al seu desmembrament i l'aparició de R.B., quedant Barça directament sota la supervisió del club blau-grana.

## Democràcia
Ja en democràcia, el 3 de novembre de 1979 va néixer el diari Sport, sota la direcció de Josep Maria Casanovas, amb gran èxit, moment en què convisqueren a Barcelona fins a tres diaris esportius (juntament amb Dicen… i El Mundo Deportivo). L'any 1986 aparegué Record i el 1987 L'Esportiu de Catalunya, però tingueren una vida efímera. El 2 de gener del 2002 neix El 9 Esportiu de Catalunya, primer diari esportiu íntegrament en català des de la República i el 2003 apareix El Crack 10, primer diari esportiu de distribució gratuïta. A més, la importància i interès que desperta l'esport en l'actualitat fa que els diaris d'informació general dediquin molta informació, així com suplements i edicions especials pel que fa a la temàtica esportiva. Entre els apareguts en democràcia a Catalunya podem destacar: Avui, El Periódico de Catalunya, El Observador (aquest ja desaparegut), El Punt o Ara.

## Publicacions esportives a Catalunya
| Any        | Nom de la publicació                                | Ciutat          | Notes |
| ---------- | --------------------------------------------------- | --------------- | --- |
| 1878       | L'Excursionista                                     | Barcelona       | Dedicada a l'excursionisme. |
| 1881       | Butlletí de l'Associació d'Excursions Catalana      | Barcelona       | Dedicada a l'excursionisme. |
| 1885       | El Sport Español                                    | Barcelona       | |
| 1891       | El Ciclista                                         | Barcelona       | Dedicada al ciclisme. |
| 1892       | La Velocipedia                                      | Barcelona       | Dedicada al ciclisme. |
| 1893       | Vela y Remo                                         | Barcelona       | Dedicada als esports nàutics. |
| 01-08-1895 | El Veloz                                            | Reus            | Dedicada al ciclisme. També esmentada com El Veloz Sport.                                                                                                |
| 01-05-1895 | Revista de Sport                                    | Reus            | Publicació mensual del Club Velocipedista de Reus. |
| 1895       | La Cancha                                           | Barcelona       | |
| 1896       | La Bicicleta                                        | Barcelona       | Dedicada al ciclisme. |
| 1896       | La Cesta                                            | Barcelona       | |
| 1896       | El Sport                                            | Barcelona       | |
| 1897       | Barcelona Sport                                     | Barcelona       | |
| 1896       | El Campeón                                          | Barcelona       | |
| 01-11-1897 | Los Deportes                                        | Barcelona       | Òrgan oficial de l'Associació Clubs de Foot-ball entre d'altres. Desapareguda el 1910.                                                                   |
| 1897       | Sport Guia                                          | Barcelona       | |
| 1898       | Tarragona Ciclista                                  | Tarragona       | Dedicada al ciclisme. |
| 1899       | El Automovilismo Ilustrado                          | Barcelona       | Dedicada al motor. |
| 1903       | Vida Deportiva                                      | Barcelona       | |
| 1904       | Col y Flor                                          | Barcelona       | Bilingüe. |
| 1905       | Olympia                                             | Barcelona       | |
| 1905       | Revista Deportiva                                   | Barcelona       | |
| 01-02-1906 | El Mundo Deportivo                                  | Barcelona       | És la publicació esportiva més antiga que encara s'edita a l'estat espanyol i la segona més antiga del món, tot just després de la Gazzetta dello Sport. |
| 1908       | La Pelota                                           | Barcelona       | |
| 1909       | El Automovilista Español                            | Barcelona       | Dedicada al motor. |
| 1908       | Sports                                              | Barcelona       | Dirigit per Ricard Cabot. |
| 1909       | Eco de Sports                                       | Barcelona       | |
| 1909       | La Vida Sportiva                                    | Barcelona       | |
| 1910       | El Sport                                            | Barcelona       | |
| 01-05-1911 | Stadium                                             | Barcelona       | Desapareguda el 1930. |
| 1912       | Automovilismo                                       | Barcelona       | Dedicada al motor. |
| 1912       | Ciclisme                                            | Barcelona       | En català. |
| 1912       | Sport Ciclista Català                               | Barcelona       | Bilingüe. |
| 1913       | Boxeo y Sports Atléticos                            | Barcelona       | Dedicada a la boxa. |
| 1913       | Diario de Sports                                    | Barcelona       | |
| 1913       | Adelante                                            | Tarragona       | |
| 1913       | Eco de Sports y Espectáculos                        | Barcelona       | |
| 1914       | Aviación                                            | Barcelona       | Dedicada a l'aviació. |
| 1914       | Cosmos Sport                                        | Barcelona       | |
| 1914       | Foot-Ball                                           | Barcelona       | Butlletí de la Federació Catalana de Clubs de Futbol. |
| 1914       | La Pelota Chica                                     | Barcelona       | |
| 1914       | Terrassa Deportiva                                  | Terrassa        | |
| 1914       | Vida Sportiva de Terrassa                           | Terrassa        | |
| 1914       | Xispa                                               | Terrassa        | |
| 1914       | Catalonia                                           | Manresa         | |
| 1914       | Sabadell Deportiva                                  | Sabadell        | |
| 1915       | Art i Sport                                         | Girona          | |
| 1916       | Catalunya Sportiva                                  | Barcelona       | Desapareguda el 1922. |
| 1918       | H.P.                                                | Barcelona       | |
| 1918       | Mar i Terra                                         | Barcelona       | |
| 1918       | Sport                                               | Barcelona       | |
| 1918       | Auto Moto                                           | Barcelona       | Revista d'automobilisme i motociclisme publicada a Barcelona entre el 1918 i el 1932.                                                                    |
| 1919       | Diario de Sports y Espectaculos                     | Barcelona       | |
| 1919       | Terramar                                            | Sitges          | |
| 1920       | El Cazador                                          | Barcelona       | Dedicada a la caça. |
| 1921       | Tennis                                              | Barcelona       | Dedicada al tennis. |
| 1921       | Actualidad deportiva y teatral                      | Barcelona       | |
| 1921       | La Jornada Deportiva                                | Barcelona       | |
| 1921       | Vida Gráfica Deportiva                              | Barcelona       | |
| 1922       | Xut!                                                | Barcelona       | Dirigit per Valentí Castanys. Desaparegut el 1936. |
| 1922       | Hípica                                              | Barcelona       | Dedicada a l'hípica. |
| 1922       | Mataró Esportiu                                     | Mataró          | |
| 1923       | Sports                                              | Barcelona       | |
| 1923       | El Campeón                                          | Barcelona       | |
| 1923       | Reus'Sports                                         | Reus            | |
| 1923       | Cròniques esportives de la Gaseta de Vic            | Vic             | |
| 1923       | Pa…nal!                                             | Barcelona       | Satíric-esportiva. |
| 1924       | Boxeo                                               | Barcelona       | Dedicada a la boxa. |
| 1924       | La Patada                                           | Tarragona       | Editada pel Tarragona FC. |
| 1924       | Faut                                                | Barcelona       | Satíric-esportiva. |
| 1924       | Orsai                                               | Barcelona       | Satíric-esportiva. |
| 1924       | La Barrila Deportiva                                | Barcelona       | Satíric-esportiva. |
| 1925       | L'Esport Català                                     | Barcelona       | |
| 1925       | Esport Mataroní                                     | Mataró          | |
| 1925       | El Ring                                             | Barcelona       | Dedicada a la boxa. |
| 1925       | Cataluña Automovilística                            | Barcelona       | Dedicada al motor. |
| 1925       | Sidral Deportiu                                     | Barcelona       | Satíric-esportiva. |
| 1925       | Safareig Deportiu                                   | Barcelona       | Satíric-esportiva. |
| 04-1925    | Crònica Esportiva                                   | Manresa         | Revista d'esports publicada a Manresa des de l'abril del 1925.                                                                                           |
| 1926       | Grafic-Sport                                        | Barcelona       | |
| 1926       | Vilanova Esportiva                                  | Vilanova        | |
| 1926       | La Bimba                                            | Barcelona       | Satíric-esportiva. |
| 1927       | Vida Nautica                                        | Barcelona       | Dedicada als esports nàutics. |
| 1928       | Deportes                                            | Barcelona       | |
| 1928       | Gaceta Deportiva                                    | Barcelona       | |
| 1929       | La Nau dels Esports                                 | Barcelona       | |
| 1929       | El Matí                                             | Barcelona       | |
| 1930       | La Rambla                                           | Barcelona       | Es feu famós el seu subtítol Esport i ciutadania. |
| 01-11-1931 | Butlletí de l'Agrupació Excursionista de Granollers | Granollers      | Publicació bimensual en català dedicada a l'excursionisme. Desapareix l'estiu de 1936 després de publicar 29 números.                                    |
| 1931       | Esportiu Manlleuenc                                 | Manlleu         | |
| 1931       | Catalunya Atlètica                                  | Barcelona       | |
| anys 40    | Club                                                | Barcelona       | |
| anys 40    | Olimpia                                             | Barcelona       | |
| anys 40    | Grada                                               | Barcelona       | |
| 1943       | Vida Deportiva                                      | Barcelona       | Dirigit per Albert Maluquer. |
| 1944       | Barcelona Deportiva                                 | Barcelona       | Dirigit pel periodista granadí José Zubeldia. |
| 24-01-1945 | El Once                                             | Barcelona       | Dirigit per Valentí Castanys. |
| 13-09-1952 | Dicen...                                            | Barcelona       | Dirigit per Julià Mir. Desaparegut el 1985. |
| 06-10-1954 | Lean…                                               | Barcelona       | |
| 1955       | Cordada                                             | Barcelona       | Revista excursionista. |
| 1955       | Barça                                               | Barcelona       | Dirigit per Josep Maria Barnils i Francesc Miró-Sans. |
| 12-09-1959 | Heraldo Deportivo                                   | Tortosa         | Seguia l'actualitat esportiva local de Tortosa i de les terres de l'Ebre                                                                                 |
| 12-08-1964 | Comarca Deportiva                                   | Granollers      | |
| 1965       | R.B. (Revista Barcelonista)                         | Barcelona       | Dirigit per Carles Barnils. |
| 1966       | Vèrtex                                              | Barcelona       | Revista de la Federació d'Entitats Excursionistes de Catalunya.                                                                                          |
| 1966       | Espeleòleg                                          | Barcelona       | Revista de l'Equip de Recerques Espeleològiques (del CEC).                                                                                               |
| anys 60-70 | Iluro                                               | Mataró          | |
| anys 60-70 | Jornada                                             | Granollers      | |
| 1970       | Muntanya                                            | Barcelona       | Revista del Centre Excursionista de Catalunya. |
| 1975       | 4-2-4                                               | Barcelona       | Desapareguda el 1980. |
| 07-10-1975 | Don Balón                                           | Barcelona       | Dedicada al futbol. |
| 1975       | Solo Moto                                           | Barcelona       | Revista de motociclisme. |
| 1975       | La Moto                                             | Barcelona       | Revista de motociclisme publicada a Barcelona entre el 1975 i el 1977.                                                                                   |
| 03-11-1979 | Sport                                               | Barcelona       | Dirigit per Josep Maria Casanovas. |
| 09-1981    | R.B. Revista Barcelonista. Barça                    | Barcelona       | Revista dedicada al FC Barcelona vinculada a la candidatura de Josep Lluis Núñez.                                                                        |
| 1986       | Rècord                                              | Barcelona       | Diari, desaparegut el mateix any. |
| 1987       | L'Esportiu de Catalunya                             | Barcelona       | Setmanari de l'esport modest català. Desaparegut el setembre de 1988.                                                                                    |
| 1995       | Diari BiB (Blanc-i-blau)                            | Barcelona       | Dedicat a l'actualitat del RCD Espanyol. |
| 02-01-2002 | El 9 Esportiu                                       | Barcelona       | Primer diari esportiu en català des de la República. |
| 2003       | El Crack 10                                         | Barcelona       | Primer diari esportiu de distribució gratuïta. |
| 2006       | Esforç                                              | Barcelona       | La revista catalana dels esports. |
| 2009       | GOL                                                 | Barcelona       | Diari esportiu de distribució gratuïta. |
| 02-2010    | L'escapulat                                         | Barcelona       | És la publicació oficial del club CE. Europa. |
| 2011       | Panenka                                             | Barcelona       | Revista mensual que aborda la cultura futbolística a través d'enfocaments històrics.                                                                     |
| 2012       | La Grada                                            | Barcelona       | El primer rotatiu dedicat a l'actualitat del RCD Espanyol.                                                                                               |
| 2014       | La Fosbury                                          | Països Catalans | |